# Lena Olin
Pour les articles homonymes, voir Olin.
Lena Olin, née Lena Maria Jonna Olin, est une actrice suédoise née le 22 mars 1955 à Stockholm, en Suède.
Révélée par Ingmar Bergman au théâtre puis au cinéma, elle prend à la fin des années 1980 le chemin de Hollywood où elle tourne avec des réalisateurs comme Sidney Lumet, Sydney Pollack et Roman Polanski.
Parallèlement à sa carrière au cinéma, elle interprète de 2001 à 2006, le rôle d’Irina Derevko, un ex-agent du KGB, dans la série d’espionnage Alias.

## Biographie
Lena Maria Jonna Olin est la fille de l'actrice suédoise Britta Holmberg (en) (1921-2004) et de l'acteur Stig Olin (1920-2008).
Stig Olin a joué dans six films d'Ingmar Bergman ; également célèbre auteur-compositeur de chansons, enregistrées par lui-même, sa fille Lena (Människors glädje sorti dans les années 1970), ou son fils Mats Olin.

### Carrière
Avant de devenir célèbre à l'écran, Lena Olin joue au théâtre dramatique royal de Stockholm, sous la direction, entre autres, d'Ingmar Bergman. La jeune Lena interprète William Shakespeare, Henrik Ibsen et August Strindberg sur scène. C'est Bergman qui la dirige aussi pour la première fois au cinéma, dans Face à face, avec Liv Ullmann et Erland Josephson en vedettes. L'année suivante, elle participe à l'adaptation d'une pièce de Molière à la télévision.
La reconnaissance internationale lui vient, en 1982, avec Fanny et Alexandre de Bergman, et avec Après la répétition en 1984, où elle tient un premier rôle, face à Erland Josephson et Ingrid Thulin. En 1985, elle s'essaie à la production étrangère (et télévisée) avec Wallenberg: A Hero's Story (en), avec Richard Chamberlain dans le rôle-titre.
Grâce à L'Insoutenable Légèreté de l'être de 1988, d'après le roman de Milan Kundera, avec Daniel Day-Lewis, Juliette Binoche, Erland Josephson et Stellan Skarsgård, elle accède au rang international, un nouveau statut que confirme en 1989 Ennemies, une histoire d'amour de Paul Mazursky. Olin collectionne par la suite les nominations pour ses rôles, tant sur le petit que sur le grand écran, aux États-Unis notamment, mais elle n'arrête pas de tourner en Suède.
Lors de la Mostra de Venise 1988 elle est membre du jury, sous la présidence de Sergio Leone.

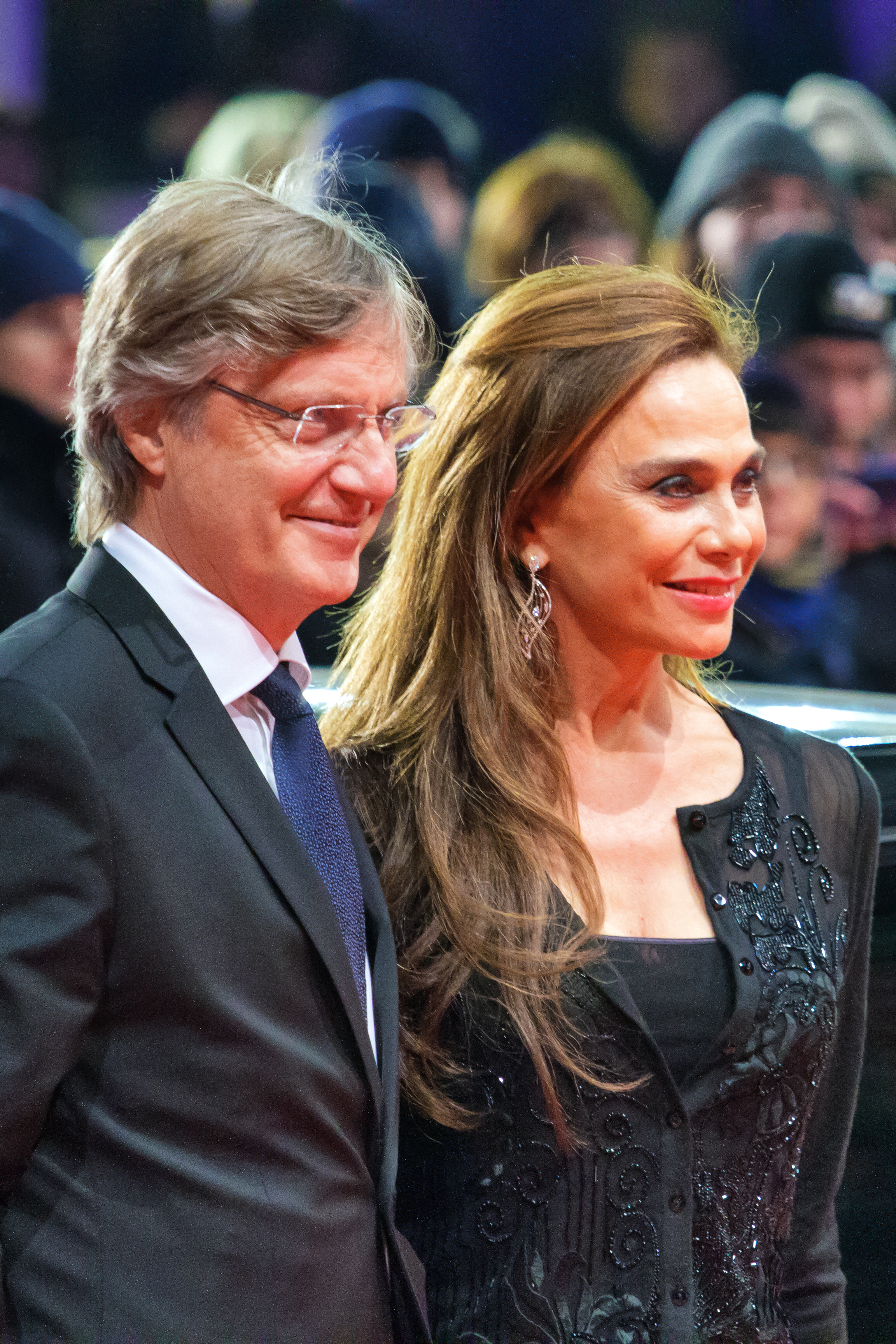
Avec son mari Lasse Hallström à la Berlinale 2013.

Sydney Pollack réécrit spécialement pour elle le scénario de Havana (1990), où elle partage l'affiche avec Robert Redford. Elle est ensuite la partenaire de Richard Gere dans Mr. Jones, de Gary Oldman dans Romeo Is Bleeding, et de Willem Dafoe dans l'érotique et philosophique La Nuit et le Moment (1994), d'après Crébillon fils. Elle travaille les années suivantes avec Sidney Lumet (Dans l'ombre de Manhattan), Roman Polanski (La Neuvième Porte d'après Arturo Pérez-Reverte), avec son mari Lasse Hallström (un second rôle dans Le Chocolat en 2000, Casanova avec Heath Ledger dans le rôle-titre en 2005) et avec Ron Shelton (Hollywood Homicide avec Harrison Ford et Josh Hartnett).
L'actrice croise sur les plateaux Claire Danes, Johnny Depp, Aaliyah, Hayden Christensen, Jessica Alba, Giancarlo Giannini, Geoffrey Rush, Tom Waits... Elle s'illustre dans le comics Mystery Men (1999), l'horrifique Darkness, le thriller Mise à feu avec Bill Pullman. Vampire dans La Reine des damnés (2002) d'après le roman d'Anne Rice, elle joue la mère d'un adolescent meurtrier dans The United States of Leland (2003), Kevin Spacey (également producteur du film) en incarnant le père.
Dans le même temps, elle tient le rôle régulier d'Irina Derevko, mère du personnage de Jennifer Garner, dans la série d'espionnage Alias. Pour son rôle dans Awake (2007), elle était en concurrence avec Helen Mirren et Sigourney Weaver, mais son double-rôle dans The Reader de Stephen Daldry (2009) (d'après Le Liseur de Bernhard Schlink) est éclipsé par la prestation de Kate Winslet.
En 2010, elle participe au film Remember Me, avec la jeune star Robert Pattinson, et apparaît à la télévision dans un épisode de la série New York, unité spéciale. Le public suédois la retrouve en 2012 face à Mikael Persbrandt dans L'Hypnotiseur (Hypnotisören) de Lasse Hallström.

### Vie privée
Lena Olin a eu un fils, Auguste, né en 1986 de sa liaison avec l'acteur suédois Örjan Ramberg (en).
En 1994, elle épouse le réalisateur suédois Lasse Hallström. Ensemble ils ont une fille, Tora, née en 1995.

## Filmographie

### Cinéma
- 1978 : Les Folles Aventures de Picasso (Picassos äventyr) de Tage Danielsson : Dolores
- 1980 : Kärleken de Theodor Kallifatides : Lena
- 1982 : Fanny et Alexandre (Fanny och Alexander) d'Ingmar Bergman : Rosa
- 1982 : Gräsänklingar d'Hans Iveberg : Nina
- 1984 : Après la répétition (Efter repetitionen) d'Ingmar Bergman : Anna Egerman
- 1986 : Flucht in den Norden d'Ingemo Engström : Karin
- 1986 : På liv och död de Marianne Ahrne : Nadja Melander
- 1988 : L’Insoutenable Légèreté de l'être (The Unbearable Lightness of Being) de Philip Kaufman : Sabina
- 1988 : Friends de Kjell-Åke Andersson : Sue
- 1989 : Ennemies, une histoire d'amour (Enemies : A Love Story) de Paul Mazursky : Masha
- 1989 : S/Y Glädjen de Göran du Rées : Annika
- 1991 : Havana de Sydney Pollack : Bobby Duran
- 1993 : Mr. Jones de Mike Figgis : Dr Elizabeth « Libbie » Bowen
- 1994 : Romeo Is Bleeding de Peter Medak : Mona Dermakov
- 1994 : La Nuit et le Moment (The Night and the Moment) d'Anna Maria Tatò : La marquise
- 1997 : Dans l'ombre de Manhattan (Night Falls on Manhattan) de Sidney Lumet : Peggy Lindstrom
- 1998 : Secrets, mensonges et ... mariage (Polish Wedding) de Theresa Connelly : Jadzia
- 1998 : Hamilton d'Harald Zwart : Tessie
- 1999 : Mystery Men de Bob Burden : Dr Annabel Leek
- 1999 : La Neuvième Porte (The Ninth Gate) de Roman Polanski : Liana Telfer
- 2000 : Le Chocolat (Chocolat) de Lasse Hallström : Josephine Muscat
- 2001 : Mise à feu (Ignition) d'Yves Simoneau : Juge Faith Mattis
- 2002 : La Reine des damnés (Queen of the Damned) de Michael Rymer : Maharet
- 2002 : Darkness de Jaume Balagueró : Maria
- 2003 : The United States of Leland de Matthew Ryan Hoge : Marybeth Fitzgerald
- 2003 : Hollywood Homicide de Ron Shelton : Ruby
- 2005 : Casanova de Lasse Hallström : Andrea
- 2005 : Bang Bang Orangutang de Simon Staho : Nina
- 2007 : Awake de Joby Harold : Lilith Beresford
- 2009 : The Reader de Stephen Daldry : Rose Mather / Ilana Mather âgée
- 2010 : Remember Me d'Allen Coulter : Diane Hirsch
- 2012 : L'Hypnotiseur (Hypnotisören) de Lasse Hallström : Simone Bark
- 2013 : The Devil You Know de James Oakley : Kathryn Vale
- 2013 : Train de nuit pour Lisbonne (Night Train to Lisbon) de Bille August : Estefani
- 2017 : Maya Dardel de Zachary Cotler et Magdalena Zyzak : Maya Dardel
- 2020 : Le Gang Jönsson (Se upp för Jönssonligan) de Tomas Alfredson : Anita
- 2020 : The Artist's Wife de Tom Dolby : Claire Smythson
- 2020 : Adam de Michael Uppendahl : Yevgenia
- 2022 : Hilma de Lasse Hallström : Hilma adulte
- 2023 : Andra akten de Mårten Klingberg : Eva
- 2023 : Une vie (One Life) de James Hawes : Grete Winton
- 2024 : Spaceman de Johan Renck : Zdena
- 2024 : Upgraded de Carlson Young : Catherine

### Télévision

#### Séries télévisées
- 2001 : Hamilton (mini-série) de Harald Zwart : Tessie
- 2002-2003 / 2005-2006 : Alias saisons 2, 4 et 5 : Irina Derevko
- 2010 : New York, unité spéciale (Law and Order : Special Victims Unit), saison 11, épisode 15 Confidential de Peter Leto : Ingrid Block, l'avocate de la défense
- 2014-2015 : Welcome to Sweden : Viveka Börjesson
- 2016 : Vinyl : Mlle Fineman
- 2016 : Spark : Hazel Stockton
- 2017 : Mindhunter : Annaliese Stilman
- 2017-2020 : Riviera : Irina Clios
- 2020-2023 : Hunters : La Colonelle

#### Téléfilms
- 1987 : Komedianter de Björn Melander : Ann
- 1990 : Hebriana de Bo Widerberg : Lena

## Distinctions

### Nominations
- Golden Globes 1989 : Meilleure actrice dans un second rôle pour L'Insoutenable Légèreté de l'être
- Oscars 1990 : Meilleure actrice dans un second rôle pour Ennemies, une histoire d'amour
- BAFTA 2001 : Meilleure actrice dans un second rôle pour Le Chocolat
- Screen Actors Guild Awards 2001 : Meilleure distribution pour Le Chocolat
- Primetime Emmy Awards 2003 : Meilleure actrice dans un second rôle dans une série télévisée dramatique pour Alias
- Satellite Awards 2003 : Meilleure actrice dans un second rôle dans une série télévisée pour Alias
- Satellite Awards 2004 : Meilleure actrice dans un second rôle dans une série télévisée pour Alias
- Teen Choice Awards 2005 : Meilleure unités parentales partagées avec Victor Garber et Ron Rifkin pour Alias